# Acinipe comptei
Acinipe comptei är en insektsart som beskrevs av Llorente del Moral 1980. Acinipe comptei ingår i släktet Acinipe och familjen Pamphagidae. Inga underarter finns listade i Catalogue of Life.